# Pamulaparti Venkata Narasimha Rao
Pamulaparti Venkata Narasimha Rao (28. června 1921 – 23. prosince 2004) byl indický politik. V letech 1991–1996 byl premiérem Indie, v letech 1984–1985 a 1993–1996 ministrem obrany, 1980–1984, 1988–1989 a 1992–1993 ministrem zahraničních věcí, roku 1984 a 1986 ministrem domácích záležitostí. V letech 1971–1973 stál v čele vlády indického státu Ándhrapradéš. Byl představitelem strany Indický národní kongres.